# 160BPM
160BPM è un singolo della cantautrice italiana Myss Keta, pubblicato il 10 gennaio 2025 come terzo estratto dal quarto album in studio ..

## Descrizione
Il brano è stato pubblicato come singolo digitale il 10 gennaio 2025 ed è entrato in rotazione radiofonica in Italia a partire dal successivo 17 gennaio.

## Video musicale
Il videoclip, diretto da Simone Bozzelli, è stato reso disponibile il 10 gennaio 2025 sul canale YouTube della cantautrice.

## Tracce
Testi di Stefano Riva e Dario Pigato, musiche di Stefano Riva.
1. 160BPM – 2:40